# سوزن لنست

نمونه ای از سوزن لنست

سوزن لنست وسیله‌ای سوزنی شکل است از این وسیله برای ایجاد سوراخ بسیار کوچکی در پوست استفاده می شود. در دستگاه گلوکومتر که جهت انجام آزمایش قند خون استفاده می‌شود از سوزن لانست برای نمونه برداری خون استفاده می شود. به همین علت اصطلاحاً به لنست خون‌گیری نیز معروف است. لانست ها عموماً وسایلی یکبارمصرف می‌باشند.
لنست ها در نمونه های فلزی ، چند پر و اتوماتیک تولید می گردد.